# Medalha Fritz Walter
A Medalha Fritz Walter é uma série de prêmios anuais estabelecidos pela Federação Alemã de Futebol para jovens jogadores de futebol da Alemanha. Concedido pela primeira vez em 2005, é nomeado em homenagem a Fritz Walter, capitão da campeã Alemanha Ocidental na Copa do Mundo FIFA de 1954.

## Vencedores

### 2005
| Medalha | Sub-19                                    | Sub-18                                | Sub-17                               | Feminino                                    |
| ------- | ----------------------------------------- | ------------------------------------- | ------------------------------------ | ------------------------------------------- |
| Ouro    | Florian Müller (Bayern de Munique)        | Marc-André Kruska (Borussia Dortmund) | Sergej Evljuskin (Wolfsburg)         | Anja Mittag (1. FFC Turbine Potsdam)        |
| Prata   | Manuel Neuer (Schalke 04)                 | Sören Halfar (Hannover 96)            | Daniel Halfar (1. FC Kaiserslautern) | Patricia Hanebeck (FCR 2001 Duisburg)       |
| Bronze  | Eugen Polanski (Borussia Mönchengladbach) | Kevin-Prince Boateng (Hertha Berlim)  | Sebastian Tyrała (Borussia Dortmund) | Célia Okoyino da Mbabi (SC 07 Bad Neuenahr) |

### 2006
| Medalha | Sub-19                                    | Sub-18                            | Sub-17                                 | Feminino                            |
| ------- | ----------------------------------------- | --------------------------------- | -------------------------------------- | ----------------------------------- |
| Ouro    | Kevin-Prince Boateng (Hertha Berlim)      | Sergej Evljuskin (Wolfsburg)      | Lars Bender (1860 München)             | Anna Blässe (FF USV Jena)           |
| Prata   | Robert Fleßers (Borussia Mönchengladbach) | Alexander Eberlein (1860 München) | Marko Marin (Borussia Mönchengladbach) | Nadine Keßler (1. FC Saarbrücken)   |
| Bronze  | Daniel Adlung (SpVgg Greuther Fürth)      | José-Alex Ikeng (VfB Stuttgart)   | Sven Bender (1860 München)             | Stefanie Draws (FFV Neubrandenburg) |

### 2007
| Medalha | Sub-19                        | Sub-18                                  | Sub-17                           | Feminino                                |
| ------- | ----------------------------- | --------------------------------------- | -------------------------------- | --------------------------------------- |
| Ouro    | Benedikt Höwedes (Schalke 04) | Marko Marin (Borussia Mönchengladbach)  | Patrick Funk (VfB Stuttgart)     | Babett Peter (1. FFC Turbine Potsdam)   |
| Prata   | Manuel Konrad (SC Freiburg)   | Eric Maxim Choupo-Moting (Hamburger SV) | Konstantin Rausch (Hannover 96)  | Katharina Baunach (Bayern de Munique)   |
| Bronze  | Jérôme Boateng (Hamburger SV) | Stefan Reinartz (Bayer Leverkusen)      | Nils Teixeira (Bayer Leverkusen) | Bianca Schmidt (1. FFC Turbine Potsdam) |

### 2008
| Medalha | Sub-19                           | Sub-18                                 | Sub-17                               | Feminino                      |
| ------- | -------------------------------- | -------------------------------------- | ------------------------------------ | ----------------------------- |
| Ouro    | Dennis Diekmeier (Werder Bremen) | Toni Kroos (Bayern de Munique)         | Manuel Gulde (TSG 1899 Hoffenheim)   | Jana Burmeister (FF USV Jena) |
| Prata   | Florian Jungwirth (1860 München) | Sebastian Rudy (VfB Stuttgart)         | Lennart Hartmann (Hertha BSC)        | Kim Kulig (VfL Sindelfingen)  |
| Bronze  | Marcel Risse (Bayer Leverkusen)  | Richard Sukuta-Pasu (Bayer Leverkusen) | Shervin Radjabali-Fardi (Hertha BSC) | Valeria Kleiner (SC Freiburg) |

### 2009
| Medalha | Sub-19                           | Sub-18                                 | Sub-17                                           | Feminino                              |
| ------- | -------------------------------- | -------------------------------------- | ------------------------------------------------ | ------------------------------------- |
| Ouro    | Lewis Holtby (Schalke 04)        | Marco Terrazzino (TSG 1899 Hoffenheim) | Mario Götze (Borussia Dortmund)                  | Marina Hegering (FCR 2001 Duisburg)   |
| Prata   | Konstantin Rausch (Hannover 96)  | Sören Bertram (Hamburger SV)           | Reinhold Yabo (1. FC Köln)                       | Alexandra Popp (FCR 2001 Duisburg)    |
| Bronze  | André Schürrle (1. FSV Mainz 05) | Felix Kroos (F.C. Hansa Rostock)       | Marc-André ter Stegen (Borussia Mönchengladbach) | Dzsenifer Marozsán (1. FFC Frankfurt) |

### 2010
| Medalha | Sub-19                               | Sub-18                              | Sub-17                         | Feminino                                 |
| ------- | ------------------------------------ | ----------------------------------- | ------------------------------ | ---------------------------------------- |
| Ouro    | Peniel Mlapa (1860 München)          | Mario Götze (Borussia Dortmund)     | Timo Horn (1. FC Köln)         | Svenja Huth (1. FFC Frankfurt)           |
| Prata   | Stefan Bell (1. FSV Mainz 05)        | Reinhold Yabo (1. FC Köln)          | André Hoffmann (MSV Duisburg)  | Ramona Petzelberger (SC 07 Bad Neuenahr) |
| Bronze  | Shervin Radjabali-Fardi (Hertha BSC) | Matthias Zimmermann (Karlsruher SC) | Kolja Pusch (Bayer Leverkusen) | Kyra Malinowski (SG Essen-Schönebeck)    |

### 2011
| Medalha | Sub-19                                           | Sub-18                             | Sub-17                               | Feminino                          |
| ------- | ------------------------------------------------ | ---------------------------------- | ------------------------------------ | --------------------------------- |
| Ouro    | Marc-André ter Stegen (Borussia Mönchengladbach) | Julian Draxler (Schalke 04)        | Emre Can (Bayern de Munique)         | Johanna Elsig (Bayer Leverkusen)  |
| Prata   | Matthias Zimmermann (Karlsruher SC)              | Sonny Kittel (Eintracht Frankfurt) | Robin Yalçın (VfB Stuttgart)         | Luisa Wensing (FCR 2001 Duisburg) |
| Bronze  | Kevin Volland (1860 München)                     | Markus Mendler (1. FC Nürnberg)    | Odisseas Vlachodimos (VfB Stuttgart) | Melanie Leupolz (SC Freiburg)     |

### 2012
| Medalha | Sub-19                            | Sub-18                          | Sub-17                        | Feminino                         |
| ------- | --------------------------------- | ------------------------------- | ----------------------------- | -------------------------------- |
| Ouro    | Antonio Rüdiger (VfB Stuttgart)   | Matthias Ginter (SC Freiburg)   | Leon Goretzka (VfL Bochum)    | Lena Lotzen (Bayern de Munique)  |
| Prata   | Andre Hoffmann (MSV Duisburg)     | Thomas Pledl (1860 München)     | Max Meyer (Schalke 04)        | Lina Magull (FSV Gütersloh 2009) |
| Bronze  | Patrick Rakovsky (1. FC Nürnberg) | Dominik Kohr (Bayer Leverkusen) | Pascal Itter (1. FC Nürnberg) | Sara Däbritz (SC Freiburg)       |

### 2013
| Medalha | Sub-19                          | Sub-18                        | Sub-17                     | Feminino                            |
| ------- | ------------------------------- | ----------------------------- | -------------------------- | ----------------------------------- |
| Ouro    | Matthias Ginter (Freiburg)      | Kevin Akpoguma (Hoffenheim)   | Timo Werner (Stuttgart)    | Melanie Leupolz (Freiburg)          |
| Prata   | Yannick Gerhardt (Köln)         | Joshua Kimmich (RB Leipzig)   | Julian Brandt (Wolfsburg)  | Sara Däbritz (Freiburg)             |
| Bronze  | Dominik Kohr (Bayer Leverkusen) | Anthony Syhre (Hertha Berlim) | Donis Avdijaj (Schalke 04) | Franziska Jaser (Bayern de Munique) |

### 2014
| Medalha | Sub-19                      | Sub-18                            | Sub-17                        | Feminino                                |
| ------- | --------------------------- | --------------------------------- | ----------------------------- | --------------------------------------- |
| Ouro    | Niklas Stark (Nürnberg)     | Julian Brandt (Bayer Leverkusen)  | Benedikt Gimber (Hoffenheim)  | Sara Däbritz (Freiburg)                 |
| Prata   | Max Meyer (Schalke 04)      | Levin Öztunalı (Bayer Leverkusen) | Damir Bektić (Hertha Berlim)  | Pauline Bremer (1. FFC Turbine Potsdam) |
| Bronze  | Joshua Kimmich (RB Leipzig) | Jonas Föhrenbach (Freiburg)       | Timo Königsmann (Hannover 96) | Jasmin Sehan (Wolfsburg)                |

### 2015
| Ouro   |
| Prata  |
| Bronze |

### 2016
| Ouro   |
| Prata  |
| Bronze |

### 2017
| Medalha | Sub-19                             | Sub-17                        | Feminino                             |
| ------- | ---------------------------------- | ----------------------------- | ------------------------------------ |
| Ouro    | Salih Özcan (Köln)                 | Jann-Fiete Arp (Hamburgo)     | Jana Feldkamp (SGS Essen)            |
| Prata   | Aymen Barkok (Eintracht Frankfurt) | Manuel Mbom (Werder Bremen)   | Janina Minge (Freiburg)              |
| Bronze  | Gökhan Gül (Fortuna Düsseldorf)    | Lukas Mai (Bayern de Munique) | Sophia Kleinherne (1. FFC Frankfurt) |

### 2018
| Medalha | Sub-19                         | Sub-17                                   | Feminino                             |
| ------- | ------------------------------ | ---------------------------------------- | ------------------------------------ |
| Ouro    | Kai Havertz (Bayer Leverkusen) | Noah Katterbach (Köln)                   | Tanja Pawollek (1. FFC Frankfurt)    |
| Prata   | Arne Maier (Hertha Berlim)     | Oliver Batista-Meier (Bayern de Munique) | Sophia Kleinherne (1. FFC Frankfurt) |
| Bronze  | Manuel Wintzheimer (Hamburgo)  | Luca Unbehaun (Borussia Dortmund)        | Lena Oberdorf (SGS Essen)            |

### 2019
| Medalha | Sub-19                     | Sub-17                          | Feminino                       |
| ------- | -------------------------- | ------------------------------- | ------------------------------ |
| Ouro    | Nicolas-Gerrit Kühn (Ajax) | Karim Adeyemi (FC Liefering)    | Klara Bühl (Freiburg)          |
| Prata   | Josha Vagnoman (Hamburgo)  | Jordan Meyer (Stuttgart)        | Lena Oberdorf (SGS Essen)      |
| Bronze  | Yann Aurel Bisseck (Köln)  | Lazar Samardžić (Hertha Berlim) | Gia Corley (Bayern de Munique) |

### 2020
| Medalha | Sub-19                        | Sub-17                          | Feminino                         |
| ------- | ----------------------------- | ------------------------------- | -------------------------------- |
| Ouro    | Noah Katterbach (Köln)        | Karim Adeyemi (FC Liefering)    | Lena Oberdorf (SGS Essen)        |
| Prata   | Kevin Ehlers (Dynamo Dresden) | Torben Rhein (FC Bayern Munich) | Gia Corley (TSG 1899 Hoffenheim) |
| Bronze  | Frederik Jäkel (Leipzig)      | Luca Netz (Hertha BSC)          | Carlotta Wamser (SGS Essen)      |